# Jesse Lauriston Livermore
Jesse Lauriston Livermore (ur. 26 lipca 1877 w Acton, zm. 28 listopada 1940 w Nowym Jorku) – amerykański gracz giełdowy.
Kilkakrotnie zdobywał i przegrywał wielomilionowe fortuny. Wsławił się tym, że dzięki krótkiej sprzedaży zarobił, gdy wszyscy tracili: podczas krachów w 1907 (3 mln $) i 1929 roku (100 mln $).

## Życie
Ojciec chciał, by był farmerem, ale Jesse uciekł do Bostonu w wieku 15 lat. Zaczął pracę jako pomocnik zmieniający notowania giełdowe na tablicy w firmie maklerskiej. Po pracy obstawiał ruchy akcji w punktach bukmacherskich (bucket shops). Już w wieku 15 lat zarobił równowartość dzisiejszych 20.000 $. Gdy po kilku latach sukcesów coraz częściej był uznawany za persona non grata w takich placówkach, przeniósł się do Nowego Jorku i zaczął grać na prawdziwej giełdzie.
Jedną z jego zasad stało się dokupowanie akcji, gdy szły we właściwym kierunku oraz szybkie ograniczanie strat. Gdy nie przestrzegał własnych zasad, tracił zgromadzony majątek. Swoją strategię przedstawił w dwóch książkach: Reminiscences of a Stock Operator (wydana pod nazwiskiem jej redaktora Edwina Lefevre'a, 1923) i How to Trade in Stocks: The Livermore Formula for Combining Time Element and Price (1940).
Podczas paniki w 1907 roku wyczuł, że istnieje brak kapitału na zakup akcji, brak kredytu i przewidział ostry spadek cen. Potem 90% 3-milionowej fortuny stracił na handlu bawełną. Około 1912 roku miał 1 mln $ długów, ogłosił upadłość, ale odbił się od dna podczas pierwszej wojny światowej, gdy akcje szły w górę, i późniejszej zapaści.
W tych najlepszych dla niego latach miał szereg rezydencji na całym świecie z pełną służbą, zestaw limuzyn, jacht ze stalowym kadłubem na podróże do Europy. Około 1917 roku poślubił piękną showgirl Dorothy Wendt (druga z trzech żon).
Zarabiał dalej podczas hossy lat 20. i krachu roku 1929. Stracił kolejną fortunę w latach 30., być może na handlu cukrem. W 1934 roku znów był bankrutem. 28 listopada 1940 roku zastrzelił się w szatni hotelu Sherry Netherland na Manhattanie. W liście pożegnalnym napisał, że jest zmęczony ciągłą walką. Od lat cierpiał na depresję. W tym momencie posiadał aktywa pieniężne oraz nienaruszalne fundusze powiernicze o wartości 5 milionów dolarów.

## Książki
"Wspomnienia gracza giełdowego. Wydanie z komentarzem", Edvin Lefevre, wyd. Linia, 2011, tłum. Marcin Mrowiec, Michał Karpiński (oryg. Reminiscences of a Stock Operator)